# 萨宾娜·迈耶
萨宾娜·迈耶 （德語：Sabine Meyer，1959年—），德國单簧管演奏家，生于德国巴登-符腾堡州克赖尔斯海姆。

## 生平
迈耶从小学习单簧管演奏，她的母亲也是一名单簧管演奏员，是迈耶的启蒙老师。后来她曾先后在斯图加特和汉诺威音乐和戏剧学院（Hochschule für Musik und Theatre Hannover）分别随奥托·赫尔曼（Otto Hermann）和汉斯·德塞尔（Hans Deinzer）学习。她的单簧管演奏生涯始于巴伐利亚广播交响乐团，后来她被柏林爱乐乐团任命为管弦乐团的第一位女性成员，从而引起了争议。1982年9月当时柏林爱乐乐团的音乐总监赫伯特·冯·卡拉扬打算聘用迈耶，但在试用期结束时，柏林爱乐乐团的成员以73票对4票的投票结果反对这一聘用。乐团成员坚持认为，她不能跟整个单簧管音部融为一体，但其他的音乐观察家包括卡拉扬则认为真正的原因是她的女性身份。 九个月之后在1983年，迈耶离开柏林爱乐乐团成为一名全职单簧管演奏家。